# Pieśń społeczna
Pieśń społeczna – cykl poematów Cypriana Kamila Norwida z lat 1848-1850 o tematyce społeczno-politycznej.
Poezja Norwida, który od początków swojej twórczości wyznawał poezję-czynu i poezję-idei w okresie Wiosny Ludów uległa dalszemu upolitycznieniu. W 1850, podsumowując swoją twórczość z lat 1848-1849, pisał: Literatura moim zdaniem już jest albo za chwilę będzie, musi być, testamentem-czynu. Pomiędzy 1848 a 1850 Norwid napisał szereg utworów na tematy społeczne i polityczne, dla których podnietą stały się dodatkowo rozmowy prowadzone w 1848 roku w Rzymie z Zygmuntem Krasińskim, Ludwikiem Orpiszewskim i zmartwychwstańcami oraz jego mocno krytyczny stosunek do działalności politycznej Mickiewicza we Włoszech w 1848. W 1850 Norwid uszeregował powstałe wówczas poematy w cykl Pieśń społeczna, do którego zaliczył: 
1. Prolog Wigilia (1848),
2. Pieśni społecznej cztery stron (1848, wydr. 1849),
3. Niewola. Rapsod (1849, wydr. 1864),
4. Psalmów-psalm (1850, wydr. 1933).